# Procnias
Pour les articles homonymes, voir Araponga.
Genre
Le genre Procnias regroupe quatre espèces de passereaux néotropicaux de la famille des Cotingidae, à l'aspect étrange[non neutre] et au cri particulièrement sonore.
Araponga est le nom français que la nomenclature aviaire en langue française a donné à ces espèces d'oiseaux.

## Généralités
Passereau rondelet, à la queue plutôt courte, au bec pointu et large. Fort dimorphisme sexuel : mâle au plumage à dominante blanc, marqué de noir et/ou de brun, selon les espèces. Femelle vertes et jaunâtre. Les mâles possèdent à la base du bec ou sur la gorge, des caroncules qui les rendent particulièrement faciles à reconnaître.

## Habitat et répartition
Présent dans les forêts tropicales de plaines et moyennes montagnes, généralement dans la canopée. Leur aire de répartition va du Brésil jusqu'au Honduras, en passant par le Paraguay et à l'extrême-nord de l'Argentine, à l'est des Andes. Présent à Trinidad également.

## Cri
Ces oiseaux ont subi un développement très marqué de la partie cartilagineuse de leur syrinx. Cette modification couplée à leurs puissants muscles pectoraux leur permet de produire l'un des cris les plus puissants parmi les oiseaux. Leur cri varie un peu d'une espèce à l'autre, mais généralement il s'agit d'un son strident et métallique, ressemblant au claquement d'un marteau sur une enclume. D'où leur nom anglais : « Bellbirds » (oiseaux-cloches) ou même « Anvilbird » (oiseau-enclume) pour l'Araponga barbu.

## Liste d'espèces
D'après la classification de référence (version 2.2, 2009) du Congrès ornithologique international (ordre phylogénique) :
- Procnias tricarunculatus – Araponga tricaronculé
- Procnias albus – Araponga blanc
- Procnias averano – Araponga barbu
- Procnias nudicollis – Araponga à gorge nue